# Санчо I (король Арагона)
Са́нчо Рами́рес (исп. Sancho Ramírez de Aragón, кат. Sanç d'Aragó, фр. Antso Aragoiko; 1042/1043 — 4 июня 1094) — король Арагона (Санчо I) с 1063 года и Наварры (Санчо V) с 1076 года, сын Рамиро I Арагонского и Гильберги (Эрмесинды) де Фуа.

## Биография

### Молодость
О ранних годах короля Санчо I (V) Рамиреса известно очень мало.
Хроника монастыря Сан-Хуан-де-ла-Пенья пишет, что Санчо был сыном Рамиро и Эрмесинды Бигорской, вступивших в брак 22 августа 1036 года. Кроме него в этом браке родились брат Гарсиа и две дочери Тереза и Санча (третья сестра Уррака не упомянута в хронике). Кроме них хроника монастыря Сан-Хуан-де-ла-Пенья называет единокровного брата — Санчо Рамиреса, бывшего бастардом Рамиро Арагонского. Внебрачный сын Рамиро — Санчо Рамирес — имевший то же имя, что и Санчо I Арагонский (Санчо V Наваррский) получил титул графа, а также Exauierre и Ayuar. Эта же хроника пишет, что на момент смерти отца Санчо I Арагонскому было больше 18 лет
Также некий Санчо Рамирес, сын короля Рамиро и королевы Эрмесинды упомянут как даритель в хартии от 22 мая 1035 года. По мнению Foundation for Medieval Genealogy речь идёт о неправильной датировке или в ней упомянут тёзка граф Санчо Рамирес.
Санчо I (V) Рамирес назван в завещаниях Рамиро (от 25 июля 1059 и 15 марта 1061 года)

### Поход на Барбастро и Война трёх Санчо
В начале 1063 году Рамиро предпринял поход против Сарагосы и осадил крепость Граус около Барбастро. Правитель Сарагосы Ахмад I ал-Муктадир, плативший Фердинанду Кастильскому дань, обратился за помощью к королю Кастилии и вместе с ним отбил Граус. После чего Фердинанду не оставалось ничего иного, как начать войну против собственного брата, в ходе которой Рамиро был убит случайной стрелой.
Гибель Рамиро I от мусульманской стрелы вызвала большой резонанс за пределами Испании. Папа римский Александр II призвал христиан помочь Арагону в борьбе с мусульманами Испании.
Папу активно поддержали клюнийцы. H. J. Chaytor считал, что этот поход оказался предтечей крестовых походов, которые были организованы по его образцу. Санчо I Рамиреса, продолжившему войну, поддержали воинские отряды южной Франции и Италии (включая герцога Аквитании Гильома VIII. В начале 1064 года эти Отряды объединилось в Жероне под командованием нормандца Гильома де Монтревиля, служившего папе.
В союзе с этой армией Санчо I захватил в 1064 году у мусульман крепость Барбастро, который был важным центром на северо-востоке тайфы Сарагоса, и ключом к богатой и плодородной долине реки Синки. При осаде крепости погиб граф Урхеля Эрменгол III, но Барбастро был взят и принёс богатую добычу.
В апреле 1065 года Аль-Мутадир, правитель Сарагосы, провозгласив джихад и призвав на помощь Аль-Андалус, вновь возвратил Барбастро. В связи с походом на Барбастро оказался разорван союз между Аль-Мутадиром Сарагоским и Фердинандом Кастильским. Фердинанд одержал победу у Патерны, но поход на Валенсию был прерван из-за болезни этого короля. В июне 1065 года Фердинанд умер и разделил своё королевство на пять частей.
В 1065 году Санчо I смог захватить у мусульман замок Алькесар.
Санчо I смог наложить дань на мусульман Уэски, Туделы и Сарагосы, расширив, таким образом, могущество Арагона.
Санчо Кастильский стремился стремился взять под контроль земли принадлежавшие или зависимые от Фердинанда. Сарагоса была в их числе. Но на неё претендовали Арагон и Наварра. Сарагосский вопрос и кастильско-наваррские пограничные споры привели к в «Войне Трёх Санчо».
В проходившей в 1067 — 1068 годы войне Санчо Арагонский поддерживал Санчо IV Наваррского против Санчо Кастильского, но арагоно-наваррский союз потерпел неудачу.

### Отношения с церковью
В 1068 году Санчо I совершил путешествие в Рим и для укрепления международного престижа Арагона признал себя вассалом папы римского. Переговоры вёл Уго Кандидо В качестве вассала он взял обязательство выплачивать ежегодно 500 золотых манкузо. Кроме этого он в 1071 году начал в Арагоне две церковные реформы: григорианскую и клюнийскую. По первой мосарабский обряд был заменен римским обрядом. Клюнийская реформа изменила жизнь монастырей Арагона, а после 1076 года и Наварры
В 1073 году папа римский Григорий VII провозгласил новый поход в Испанию. Своей буллой папа французским рыцарям обещал земли при условии что ими они будут владеть в качестве папских вассалов. Командовал походом Эбль де Руси (брат второй жены Санчо). Но участникам похода удалось лишь отвоевать Граус.
В 1078 году Санчо желая укрепить свои позиции в Наварре и расширить реформу на новые земли сделал брата Гарсию (бывшего епископом Хаки) епископом Памплоны. Но Гарсиа оказался сторонником мосарабского обряда и стал в оппозицию к брату. Поэтому Санчо I (V) Рамирес назначил покровительницей (энкомьенда) Памплоны сестру Санчу, которая была сторонницей реформ.

### Король Арагона и Наварры
Точные подробности того как Санчо стал королем Наварры не известны.
В 1076 году король Наварры, Санчо IV Пеньяленский, двоюродный брат Санчо Арагонского, был убит своим собственным братом Рамоном. Наваррцы, недовольные братоубийцей, пригласили на трон короля Санчо Арагонского, который объединил короны Наварры и Арагона. Усиление Арагона осложнило отношения с Кастилией, которая заняла Ла-Риоху
В 1077 году Санчо именует себя королём Памплоны (то есть Наварры) и Арагона. Рамон Наваррский пытался найти поддержку у Мотамида эмира Сарагоссы.
В 1078 году он захватил сарагосские земли и построил крепость Кастелляр, а позже сделал мусульманского правителя этого города своим вассалом. Смерть Аль-Мутадира Сарагосского в 1081 году привела к новой волне арагонских завоеваний, возглавляемых старшим сыном Санчо Педро. В 1083 году Санчо сумел захватить замки Граус, Пьедратахада, Аербе, в 1084 году Секастилья, Аргедас.
В 1084 году Санчо пытался захватить Сарагосу, но был разбит войсками Эль Сида и Мутамида в битве при Пьедра-Писаде. Это не надолго приостановило наступление, но потом экспансия была продолжена.
В 1087 году захвачена Эстада, в 1089 году Монсон, в 1092 году Альбалате-де-Синка, Сайдин, Луна в 1093 году Альменар. Завоёванные равнины застраивались замками, которые служили опорой для новых завоеваний. Санчо I построил замки Лоарр, Обанос, Монте-Арагон, Артасона, Кастилискар и другие.
В 1086 году, захватив Монсон, Санчо Арагонский передал это владение сыну Педро, которому с 1085 года принадлежали графства Собрарбре и Рибагорса. Чтобы установить хорошие отношения с Кастилией, Санчо Арагонский помог Альфонсо VI в битве при Заллаке в 1086 году и при обороне Толедо в 1090 году. В ноябре 1091 года король Санчо начал переговоры с Сидом Кампеадором. Результатом их стал союз с Сидом и мир с Мустаином Сарагосским.
Санчо погиб 4 июня 1094 года, раненый стрелой при осаде Уэски. Его тело было принесено в монастырь Монте-Арагон, и перемещено после в монастырь Сан-Хуана Скала.

## Семья
Санчо Арагонский дважды вступал в брак.
С 1065 года (развод 1071 год) был женат на Изабелле, дочери графа Урхеля Эрменгола III.
- Педро I (до 1068—1104), король Наварры и Арагона (1094—1104).

Во второй раз он женился в 1071 году на Фелиции де Руси, дочери графа Ильдуина IV де Руси. От этого брака родились:
- Фердинанд (1071—1086);
- Альфонсо I Воитель (1073—1134), король Наварры и Арагона в 1104—1134;
- Рамиро II Монах (1086—1157), король Арагона с 1134 по 1157.